# Kościół Świętego Zbawiciela w Skwierzynie
Kościół pw. Najświętszego Zbawiciela w Skwierzynie – rzymskokatolicki kościół filialny, należący do parafii pw. św. Mikołaja w Skwierzynie, dekanatu Rokitno, diecezji zielonogórsko-gorzowskiej, metropolii szczecińsko-kamieńskiej, zlokalizowany w Skwierzynie, w powiecie międzyrzeckim, w województwie lubuskim. Zbudowany w XIX wieku.

## Historia
Świątynia wzniesiona w latach 1847–1854, jako kościół ewangelicki. Pierwotnie służyła protestanckim mieszkańcom miasta, przede wszystkim narodowości niemieckiej. Stanęła na miejscu dawnego drewnianego zboru ewangelickiego, który spłonął podczas jednego z wielu pożarów miasta, które w XIX wieku nawiedzały je bardzo często.

### Po II wojnie światowej
Po zakończeniu II wojny światowej Skwierzyna znalazła się w granicach Polski, a większość jej mieszkańców zaczęli stanowić katolicy. Przejęli oni świątynię. W 1948 roku została ona przemianowana na kościół Świętego Krzyża, co było spowodowane przystosowaniem kościoła dla potrzeb religijnych żołnierzy LWP stacjonujących w miejscowym garnizonie. W 1952 roku świątynia została poddana generalnemu remontowi. W 1958 roku kościołowi przywrócono dawną nazwę, co było związane z likwidacją oddzielnego duszpasterstwa garnizonowego (świątynia stała się placówką pomocniczą parafii św. Mikołaja). 1966 był rokiem kolejnych prac remontowych zabytku.
Od 1982 roku w kościele znajduje się obraz Ludwika Konarzewskiego-juniora z Istebnej, przedstawiający Matkę Boską Częstochowską. W połowie lat 90. XX wieku na szczycie wieży dzwonniczej umieszczono stalowy krzyż, a pod koniec 2006 roku miejscowe władze samorządowe zainwestowały w efektowne oświetlenie nocne całości budowli (podobnie stało się z Kościołem św. Mikołaja i ratuszem skwierzyńskim).

## Architektura
Główna część budynku jest prostokątną bryłą, zbudowaną w stylu neoromańskim. Przylega do niej nisza ołtarzowa. Najbardziej charakterystyczna jest jednak smukła wieża dzwonnicza, znajdująca się w pewnym oddaleniu od głównego budynku, z którym jest jednak połączona otwartym przedsionkiem. Wieża skonstruowana jest na obrysie ośmiokąta.

## Galeria

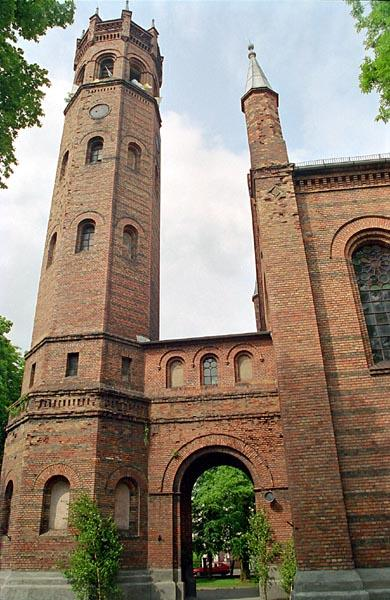
Widok na wieżę dzwonniczą i przedsionek łączący ją z głównym budynkiem
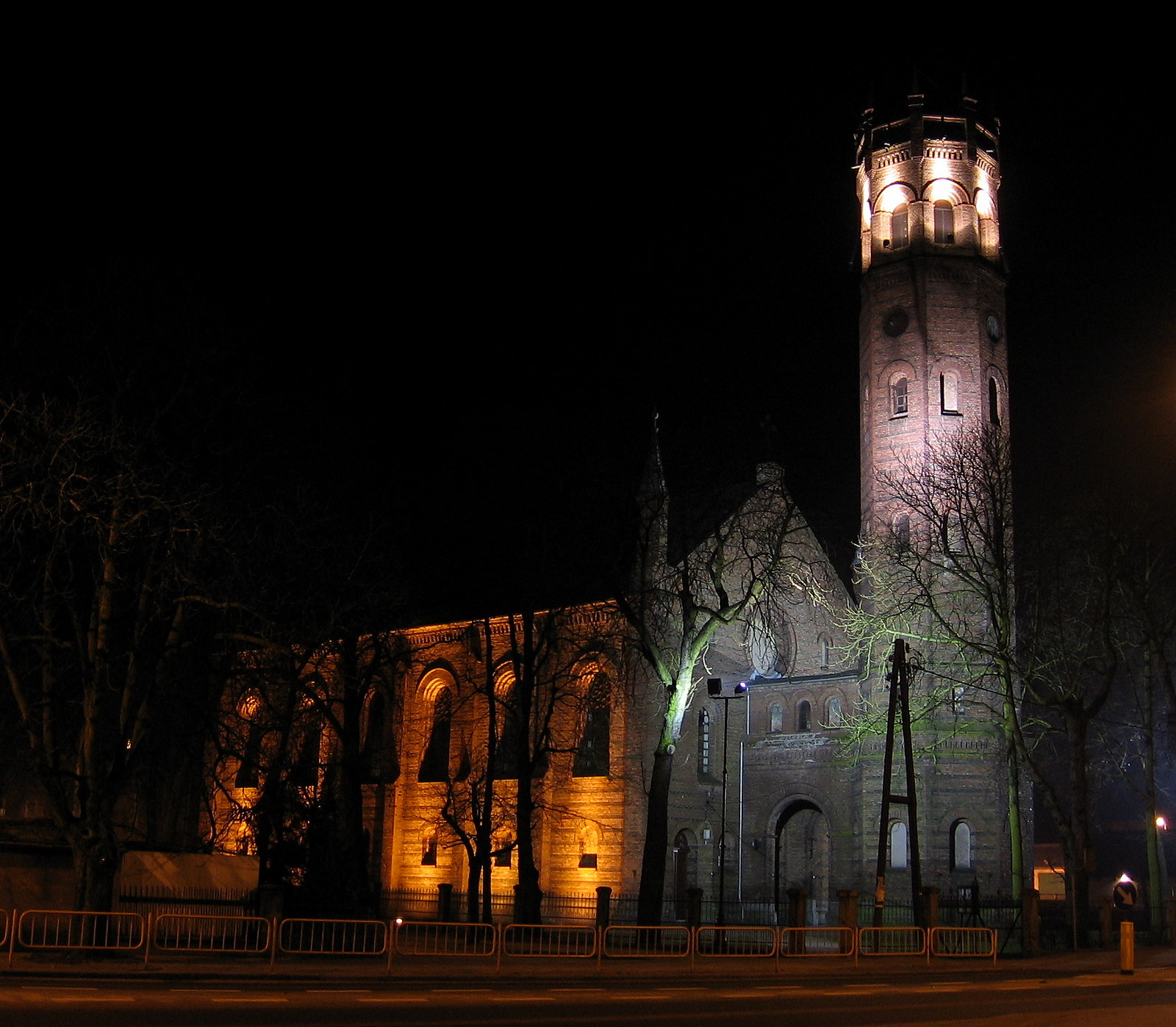
Widok nocą od strony poczty
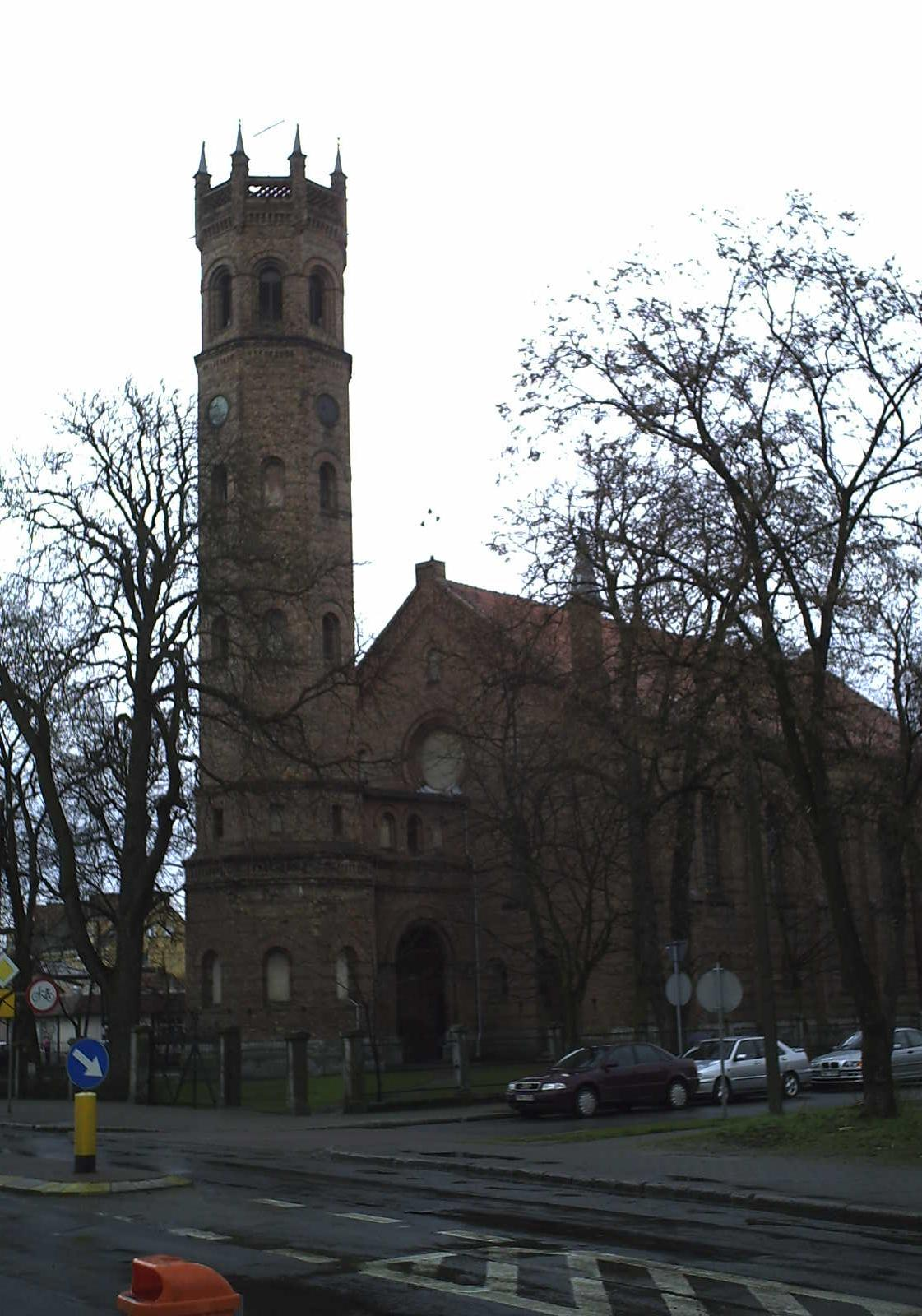
Widok od strony zachodniej
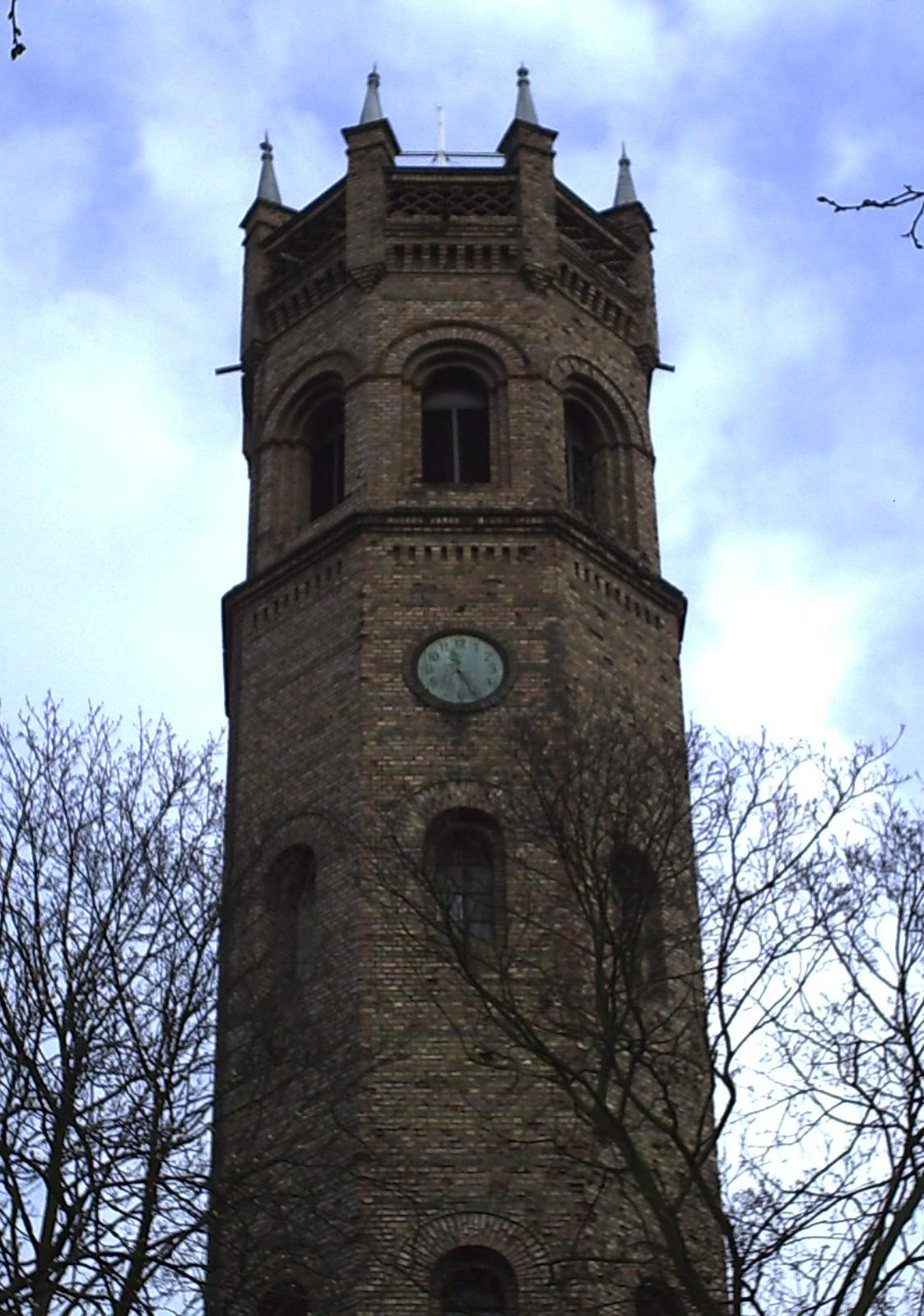
Zbliżenie na wieżę dzwonniczą - widoczny nieczynny zegar i stalowy krzyż na szczycie
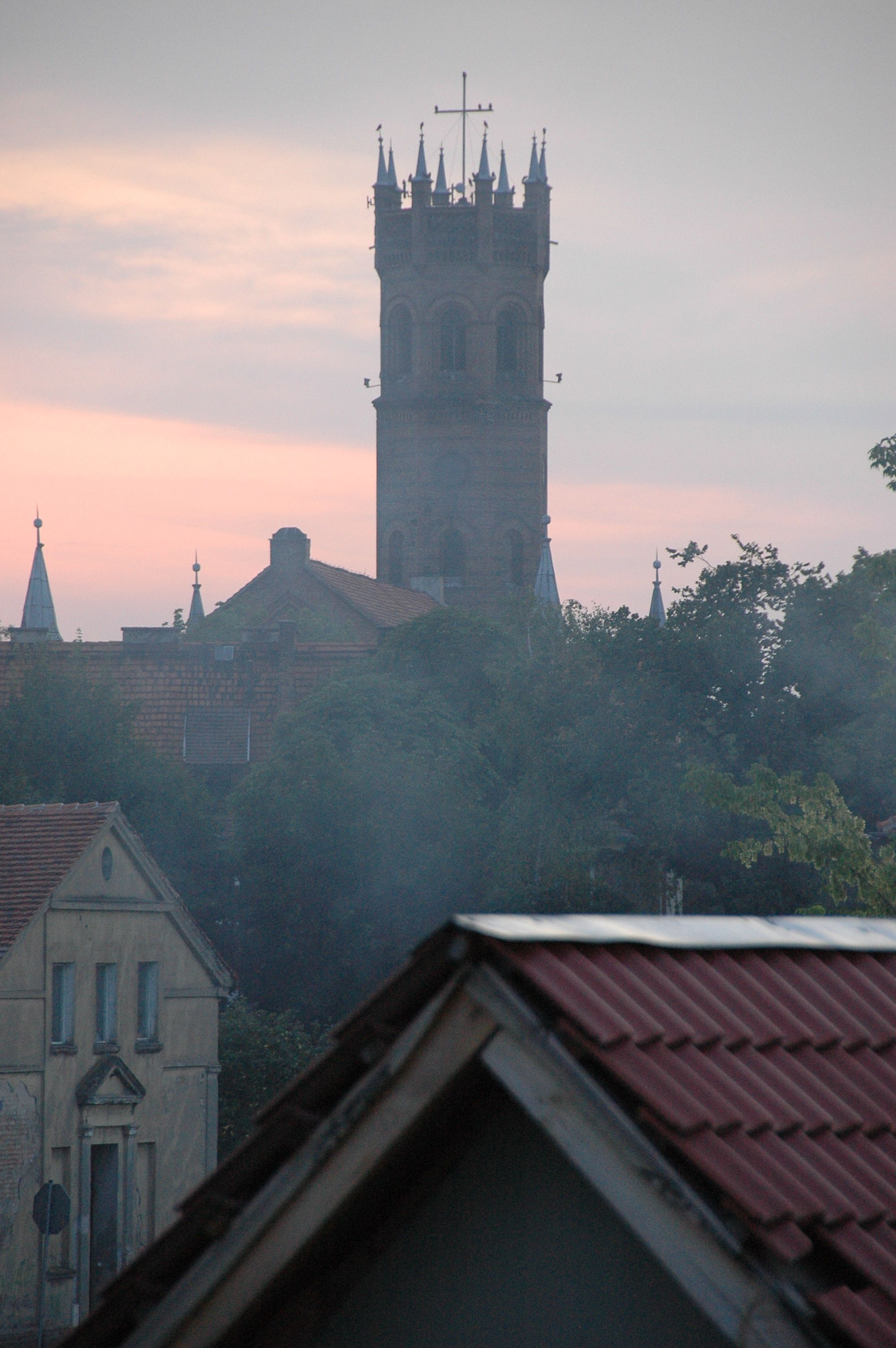
Wieża dzwonnicza
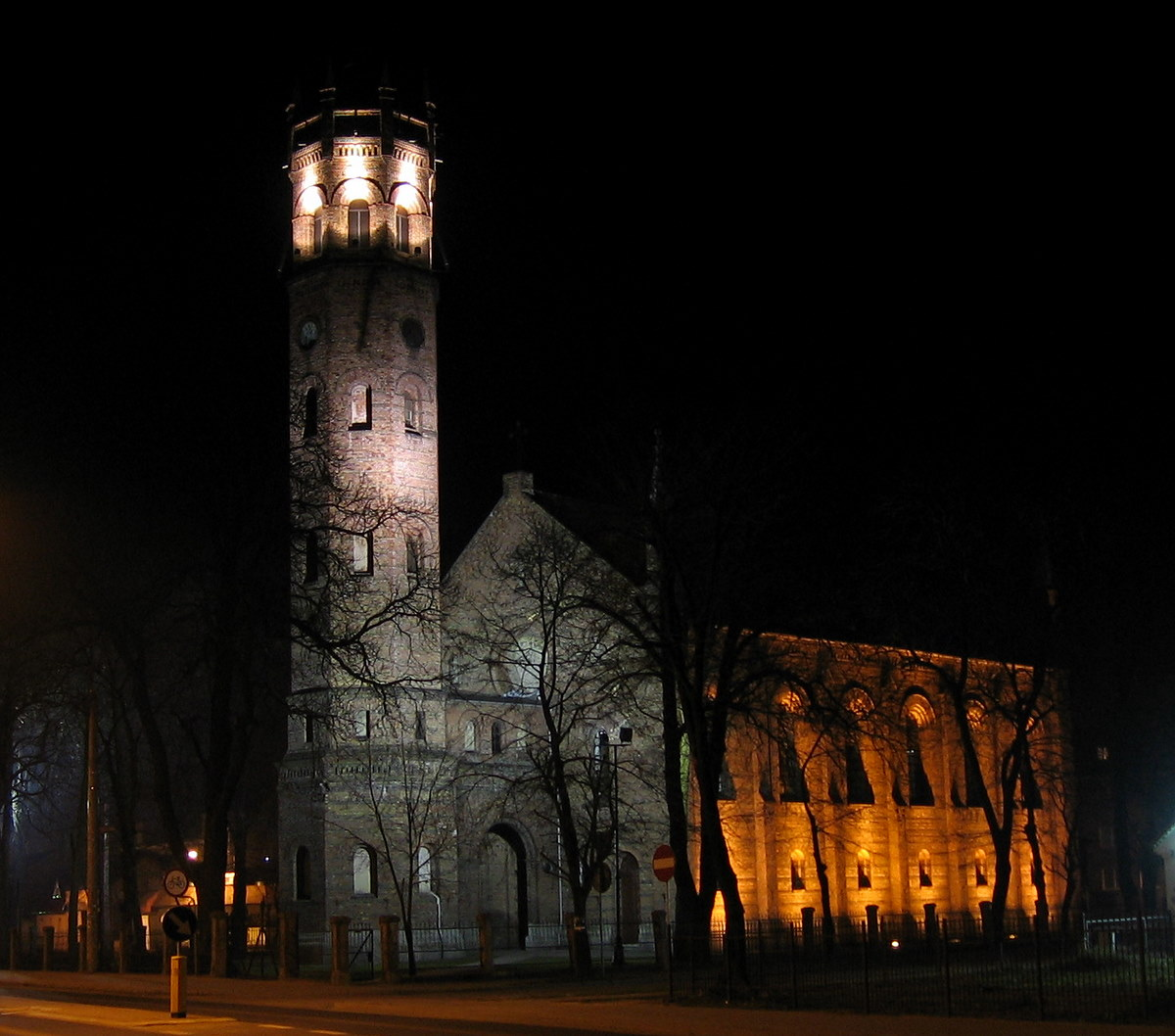
Widok nocą od strony zachodniej
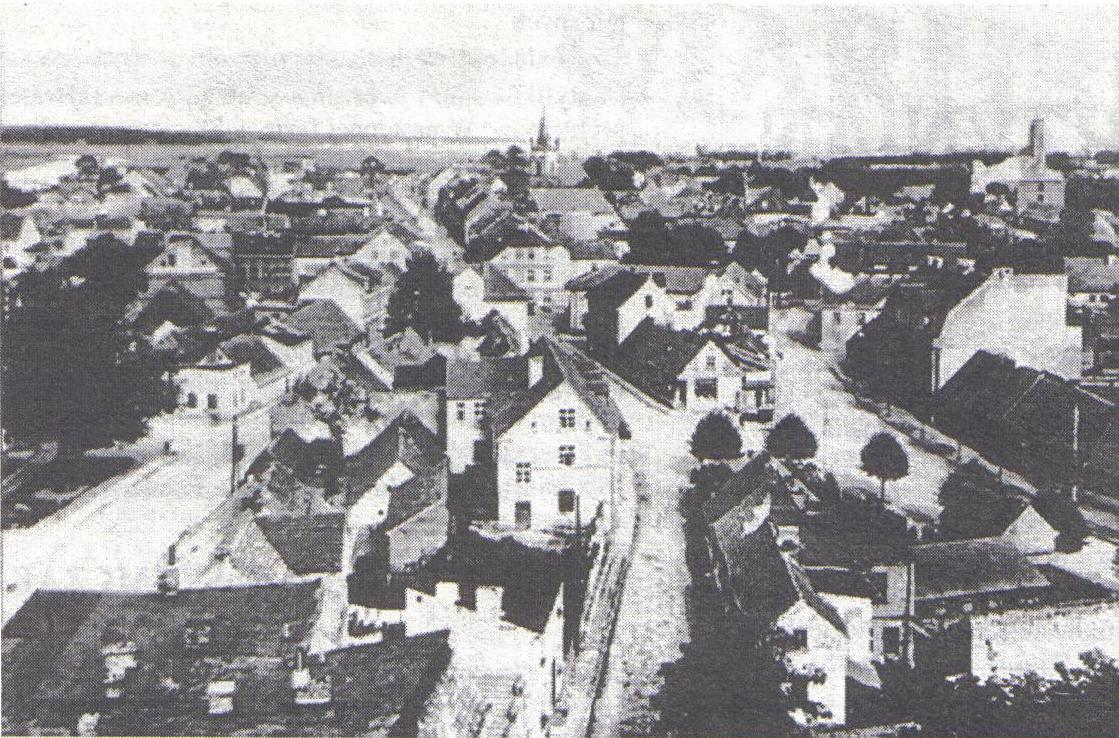
Widok z wieży kościoła na początku XX wieku